# Moara de Vânt

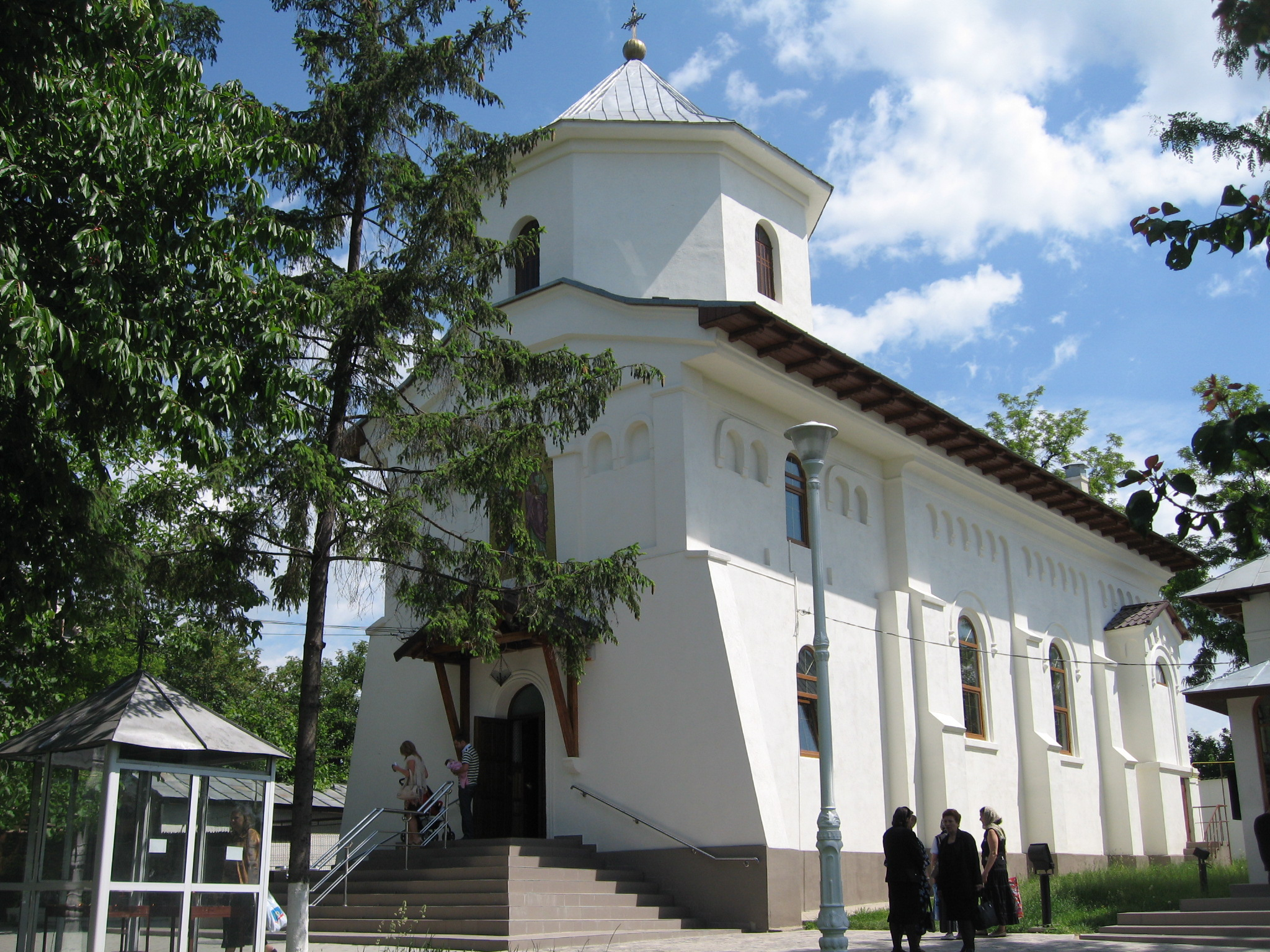
Biserica „Sfinții Apostoli Petru și Pavel”

Moara de Vânt este un cartier al municipiului Iași.

## Geografie
Este situat în nord-estul orașului, desfășurat pe versantul de vest al dealului Tătărași. Se învecinează la sud cu cartierul Tătărași și la vest cu cartierul Țicău -Sărărie, fiind despărțit de acesta prin pârâul Șorogari (Cacaina). La nord se află cimitirul Sfinții Petru și Pavel și pădurea Ciric. La nord-vest se află platoul Șorogari. Partea de vest se mai numește Rufeni, deoarece înglobează un fost sat numit Rufeni. Cartierul are un aspect arhaic, pitoresc, fiind alcătuit doar din case. Strada principală Moara de Vânt reprezintă ieșirea din Iași către comuna Aroneanu.

## Repere notabile
- Biserica Sfinții Apostoli Petru și Pavel (1803-1830)
- Cimitirul Sfinții Petru și Pavel
- Directia Silvica Iasi

## Transport și rețeaua rutieră
- Autobuz: 48, 101, 102
- Drum județean: 282 G
- Drumul european: E58